# 屏風式四子棋
屏風式四子棋（Connect Four），簡稱四子棋，是Howard Wexler在1974年推出的連棋類遊戲。

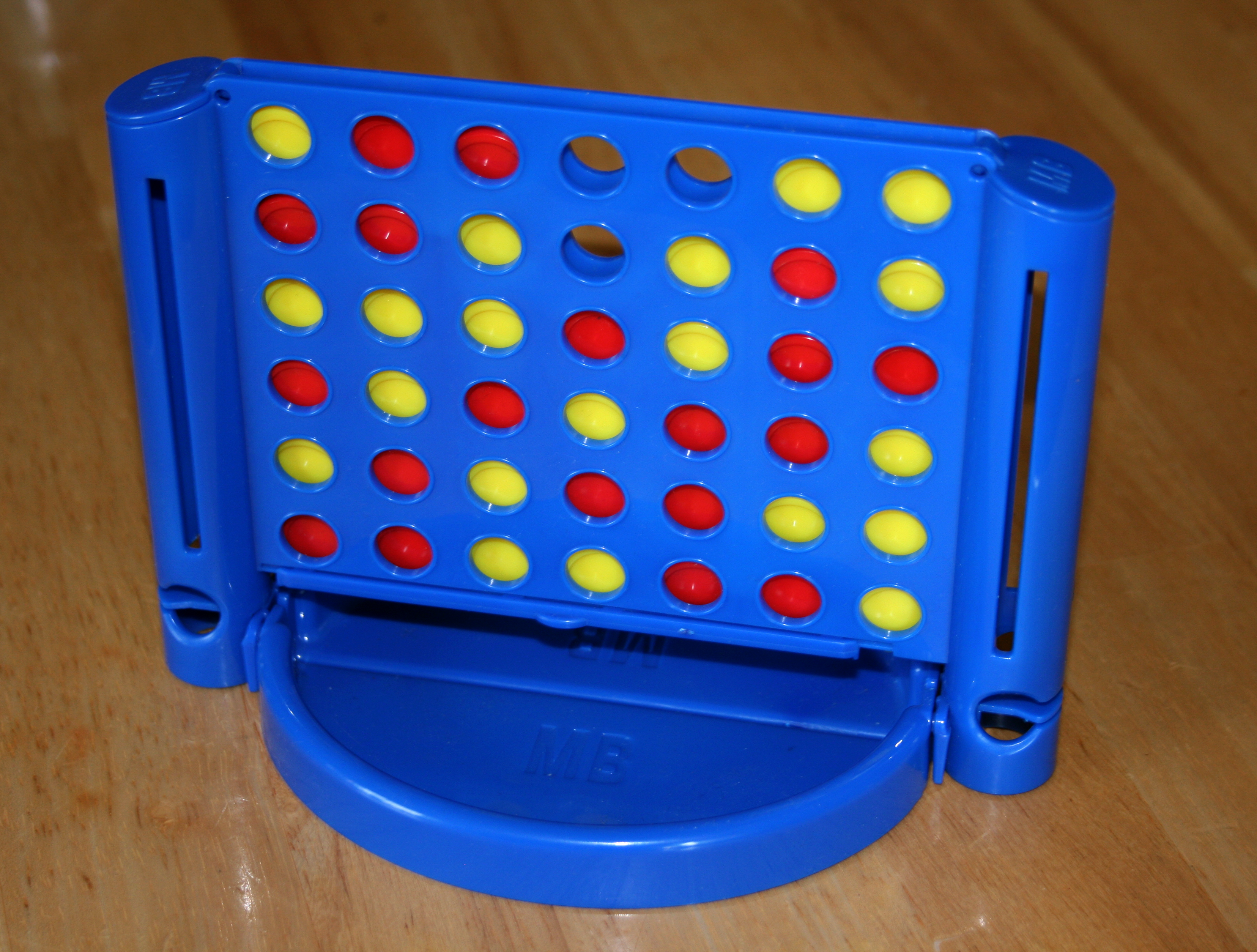
屏風式四子棋

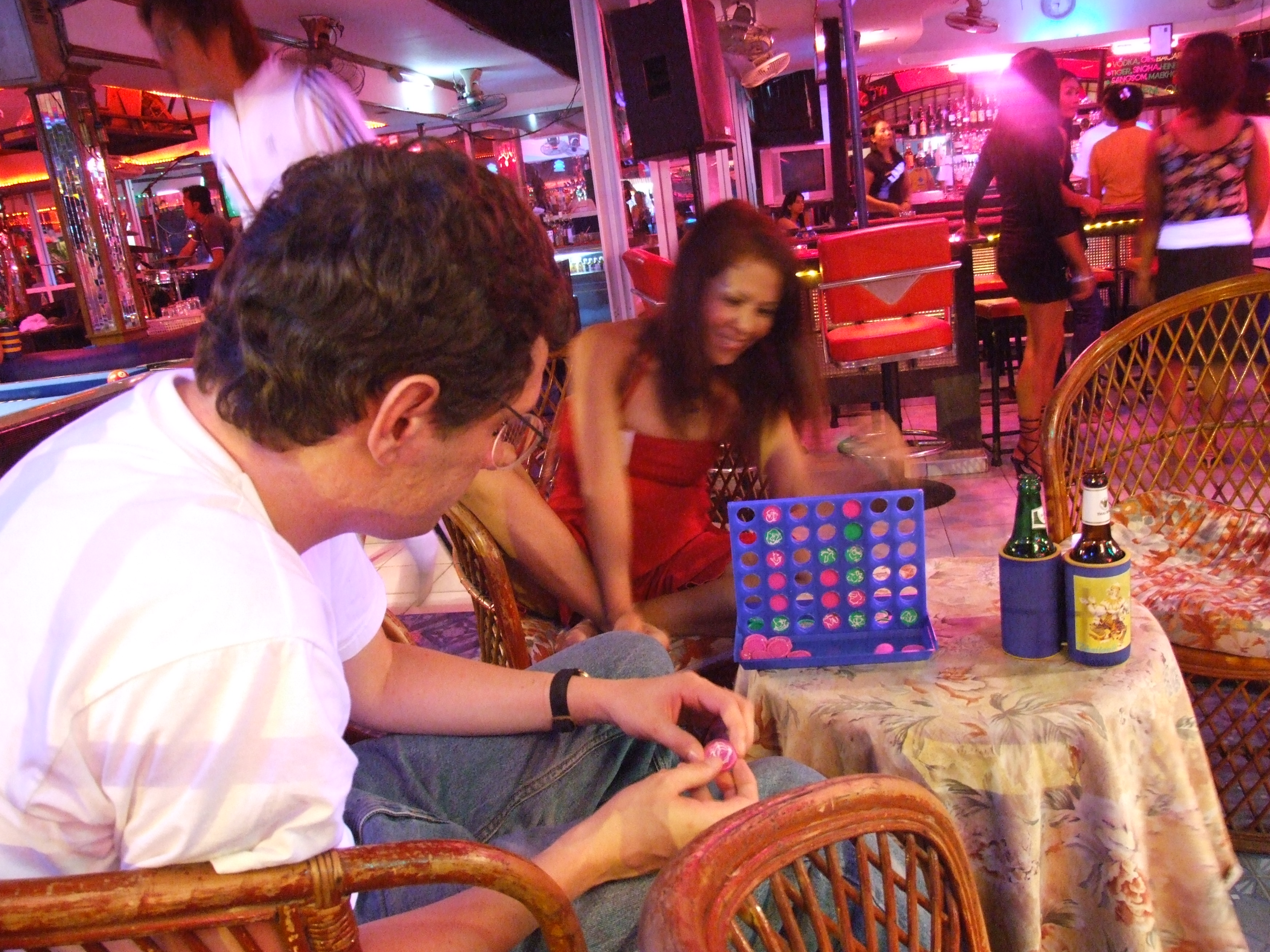
兩人在對弈屏風式四子棋

## 棋具
- 棋盤採用豎立的扁長方體盒子，內部分有7隔，上面有7個開口，可供棋子落入。棋盤2面有6行7列共42個圓形透孔，可供玩家觀察棋子位置。
- 棋子扁圓狀，直徑略大於透孔，以2色區分敵我，各21枚。

## 棋規則
- 雙方必須輪流把一枚己棋投入開口，讓棋子因地心引力落下在底部或其他棋子上。
- 當己方4枚棋子以縱、橫、斜方向連成一線時獲勝。
- 棋盤滿棋時，無任何連成4子，則平手。[1]

## 策略
標準7x6棋盤的四子棋已分別被Victor Allis及James D. Allen破解，在完美玩法中，先手方只要把第一枚棋子放在最中間一行，便保證不敗。2015年，Pascal Pons的論文顯示出，不但先手必勝，更進一步將先手的勝利提升到連剩餘步數都計算出來，並以此架設了一個遊戲網頁( （页面存档备份，存于）)。 也有一些電腦程式懂得以完美玩法下棋，Tromp則破解所有行和列總和最大為15的棋盤。

## 參閱
- 方垛式四子棋
- 蜘蛛四子棋

## 外部連結
- 遊戲介紹 （页面存档备份，存于）